# Molophilus (Molophilus) immutatus
Molophilus (Molophilus) immutatus is een tweevleugelige uit de familie steltmuggen (Limoniidae). De soort komt voor in het Australaziatisch gebied.